# NGC 1750
NGC 1750 je otvoreni skup u zviježđu Biku. 

## Vanjske poveznice
- SEDS: NGC 1750